# 多斑霸鹟属
多斑霸鹟属（学名：Polystictus）是霸鹟科的一属。

## 下属物种
本属包括以下物种：
- 须多斑霸鹟 Polystictus pectoralis (Vieillot, 1817)，近危
- 灰背多斑霸鹟 Polystictus superciliaris (Wied-Neuwied, 1831)